# Robert Gańczorz

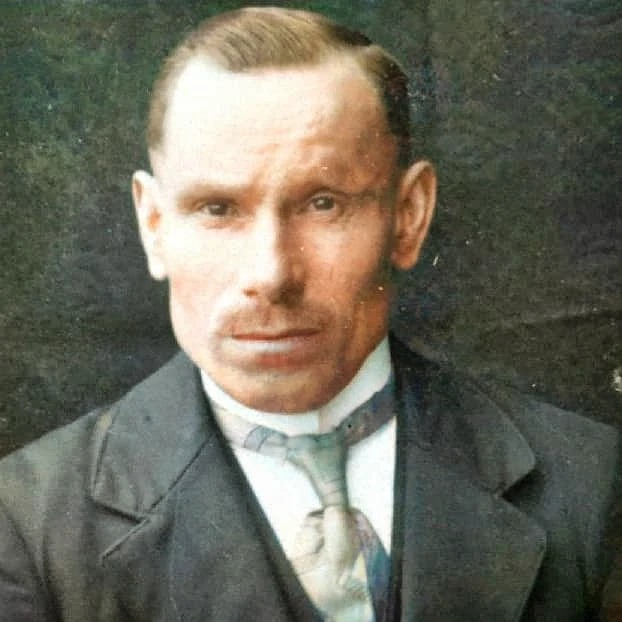
Robert Gańczorz – Powstaniec Śląski

Robert Gańczorz urodził się w Książenicach 19 grudnia 1889 roku syn Jana i Ludwiny (z domu Szymura) Powstaniec śląski. Postać związana z walką o przyłączanie Górnego Śląska do Polski. Uczestnik trzech Powstań Śląskich. Organizator Plebiscytu na terenie powiatu Rybnickiego. Gwiazdę śląską otrzymał za zasługi przyłączenia Śląska do Polski. Walczył między innymi pod Starym Dębieńskiem i pod Bierawą. 

## Życiorys
Mieszkał w Kamieniu a  pracował jako wagowy w KWK Dębieńsko. W 1919 r należał do Polskiej Organizacji Wojskowej Górnego Śląska i Towarzystwa Sokół. Wraz z braćmi  Wincentem,  Alojzem, Józefem i  Antonim  brał czynny udział w trzech Powstaniach Śląskich. Podczas  II Powstania śląskiego walczył pod Dębińskiem Starym i Czerwionką, za co otrzymał Krzyż do Wstęgi Śląskiej. Wraz z Teofilem Bielą sprowadzał broń i zaopatrzenie dla 3 komp I Baonu 13 p. piechoty Żory. W III Powstaniu Śląskim dowodził plutonem w III kompanii I Batalionu 13 pułku piechoty (żorskiego), gdzie walczył między innymi pod Kędzierzynem i Bierawą. Gwiazdę śląską otrzymał za zasługi przyłączenia Śląska do Polski oraz pracę w akcji plebiscytowej. Został uhonorowany medalem niepodległości. Po Powstaniu Wielkopolskim został wybrany na przewodniczącego Rady Ludowej i piastował ten urząd do wyborów Polskiej Rady Gminnej. W tych wyborach został wybrany na ławnika. Na początku II wojny światowej, za swoją działalność patriotyczną został aresztowany i umieszczony w obozie koncentracyjnym Mauthausen.

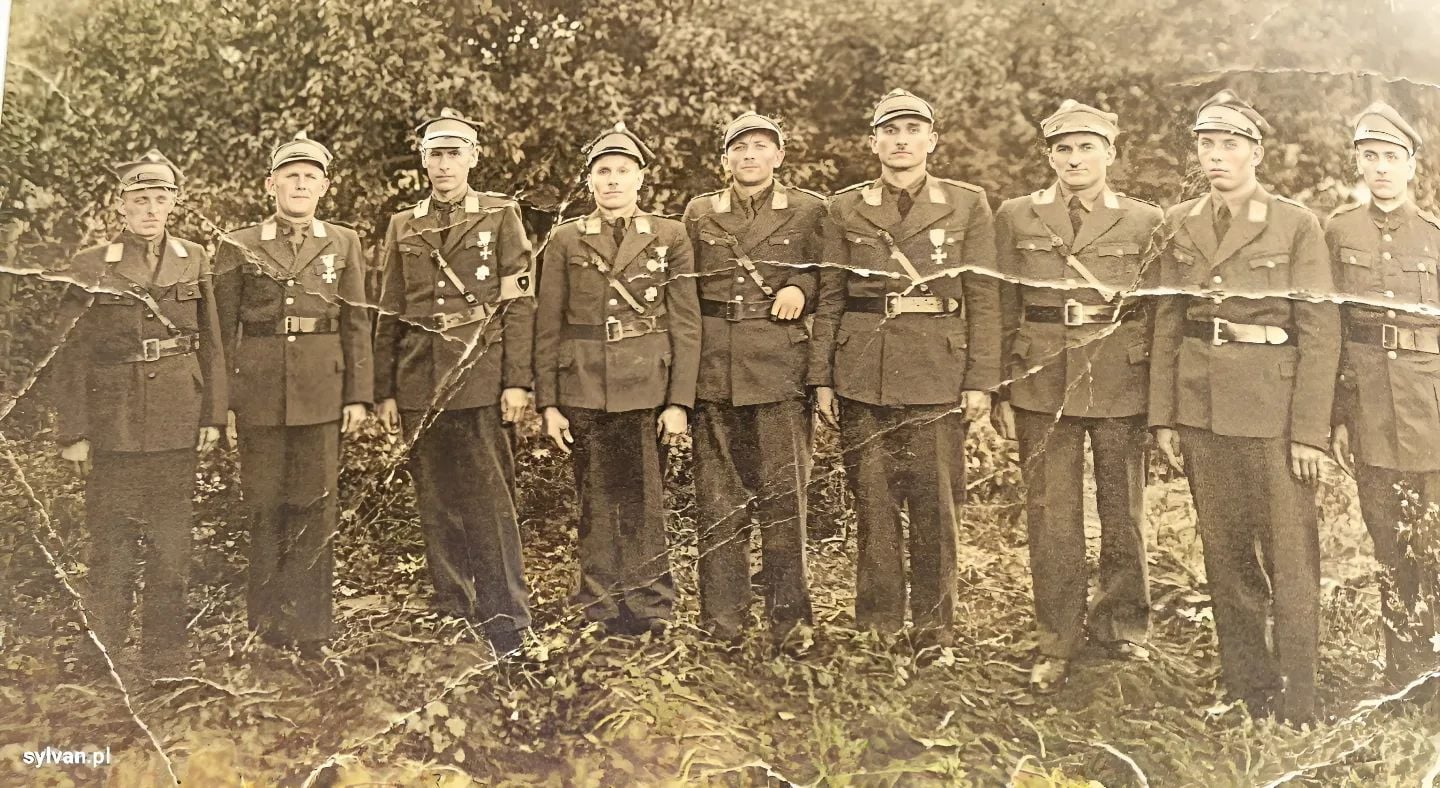

## Odznaczenia

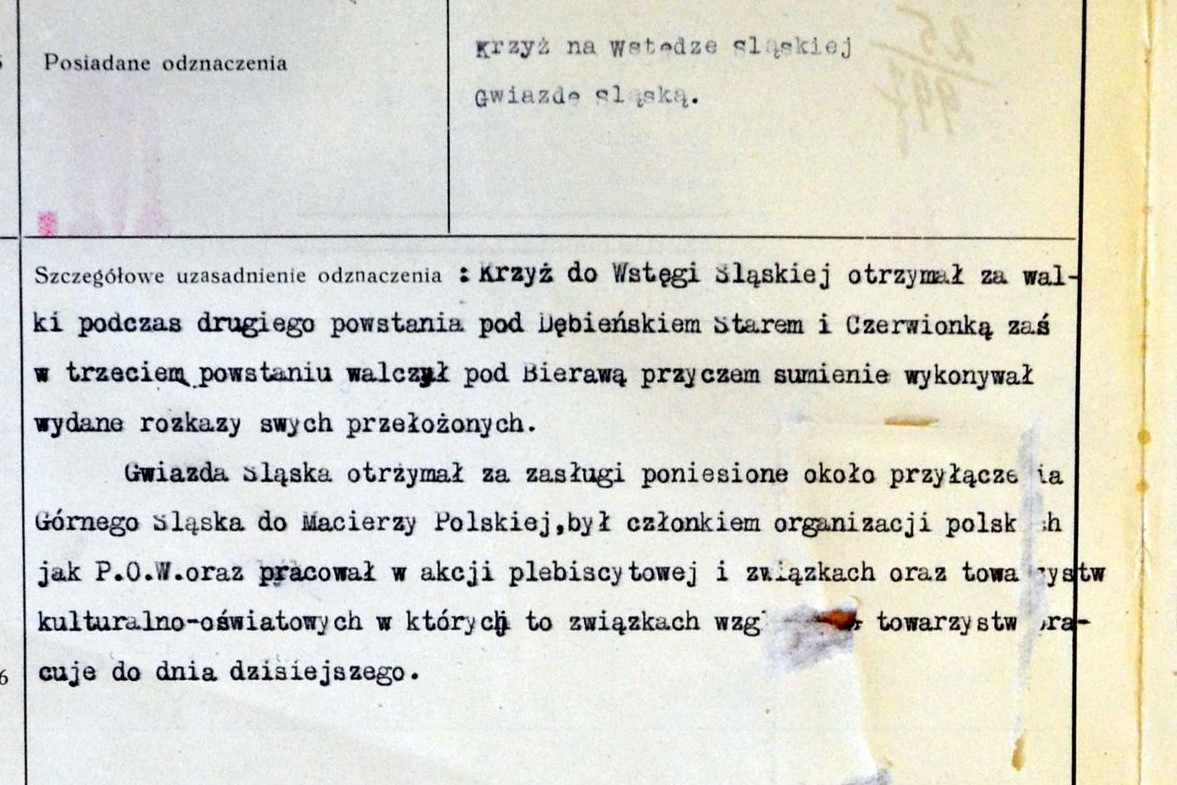

- Krzyż do Wstęgi Śląskiej
- Gwiazda Śląska
- Medal Niepodległości